# Nematus miliaris
Nematus miliaris är en stekelart som först beskrevs av Georg Wolfgang Franz Panzer 1797.  Nematus miliaris ingår i släktet Nematus, och familjen bladsteklar. Arten är reproducerande i Sverige.